# Synegia medioxima
Synegia medioxima là một loài bướm đêm trong họ Geometridae.